# 鈴木日出男
鈴木 日出男（すずき ひでお、1938年〈昭和13年〉4月7日 - 2013年〈平成25年〉10月3日）は、日本の国文学者。東京大学名誉教授。専門は古代日本文学。

## 来歴
青森県青森市生まれ。東京学芸大学国語学科卒業、東京大学大学院国文科博士課程修了。東京学芸大学助教授、成城大学教授、東京大学教授、成蹊大学教授を歴任した。1991年『古代和歌史論』で角川源義賞受賞、翌年同書で東大文学博士。1999年定年退官、成蹊大学教授。同図書館長を経て、2007年退職、二松学舎大学特別任用教授。法政大学大学院非常勤講師も務めた。角川源義賞選考委員。
源氏物語の権威として知られ、物語という虚構を通じて真実を描くとする「物語虚構論」など考察の数々は東大退官後、全54章からなる大著『源氏物語虚構論』に纏められた。
2013年10月3日、腹膜炎のため死去。享年75。

## 著書
- 『源氏物語歳時記』 筑摩書房、1989年（後にちくま学芸文庫）
- 『古代和歌史論』東京大学出版会、1990年
- 『百人一首』ちくま文庫、1990年
- 『はじめての源氏物語』 講談社現代新書、1991年
- 『光源氏の世界』放送大学、1994年
- 『源氏物語の文章表現』至文堂、1997年
- 『源氏物語への道』 小学館、1998年
- 『清少納言と紫式部 王朝女流文学の世界』放送大学、1998年
- 『古代和歌の世界』ちくま新書、1999年
- 『王の歌 古代歌謡論』 筑摩書房、1999年
- 『万葉集入門』岩波ジュニア新書、2002年
- 『源氏物語虚構論』 東京大学出版会、2003年
- 『高校生のための古文キーワード100』ちくま新書、2006年
- 『えんぴつで脳を鍛える源氏物語』宝島社、2006年
- 『書いて味わう百人一首—雅びの世界を旅する』PHP研究所、2007年
- 『知識ゼロからの源氏物語』幻冬舎、2008年
- 『連想の文体　王朝文学史序説』岩波書店、2012年

## 編著
- 『日本古典読本』秋山虔・桑名靖治・鈴木日出男共編 筑摩書房、1988年
- 『源氏物語の時空 王朝文学新考』笠間書院、1997年
- 『源氏物語ハンドブック』三省堂、1998年
- 『文学史上の「源氏物語」』至文堂、1998年
- 『人物造型からみた「源氏物語」』至文堂、1998年
- 『ことばが拓く古代文学史』笠間書院、1999年
- 『平安朝の文学』小町谷照彦共編著、放送大学、2001年3月
- 『全訳全解古語辞典』山口尭二共編、文英堂、2004年10月
- 『日本の古典 古代編』多田一臣・藤原克己共著、放送大学、2005年3月
- 『王朝文化辞典 万葉から江戸まで』山口明穂共編、朝倉書店、2008年11月